# 예카테리나 아이도바
예카테리나 발레리예브나 아이도바(러시아어: Екатери́на Вале́рьевна А́йдова, 1991년 7월 30일~)는 카자흐스탄의 스피드스케이팅 선수이다. 2010, 2014, 2018년 동계 올림픽에 카자흐스탄 국가대표로 참가했으며, 세계 주니어 스피드스케이팅 선수권 대회에서 금메달 1개, 은메달 1개를 획득했다.